# El-Kanemi Warriors
El-Kanemi Warriors este un club de fotbal din Nigeria, fondat în 1986, își are sediul în orașul Maiduguri. În prezent echipa concurează în prima ligă, primul eșalon al fotbalului nigerian.